# Półwiesk Mały
Półwiesk Mały – wieś w Polsce położona w województwie kujawsko-pomorskim, w powiecie rypińskim, w gminie Wąpielsk.
W latach 1975–1998 miejscowość administracyjnie należała do województwa toruńskiego. Według Narodowego Spisu Powszechnego (III 2011 r.) liczyła 229 mieszkańców. Jest siódmą co do wielkości miejscowością gminy Wąpielsk.
We wsi zachował się zabytkowy dwór z 1. połowy XIX w., przebudowany na początku XX w.